# Østerø, Nyborg
Østerø är en halvö strax öster på Nyborg på ön Fyn i Danmark.   Den ligger i Nyborgs kommun i Region Syddanmark, i den sydöstra delen av landet, 120 km väster om Köpenhamn. På halvön ligger Knudshoved där det åren 1957-1998 fanns ett färjeläge för färjan mellan Fyn och Halsskov på Själland. Färjan var en del av huvudförbindelsen mellan Jylland och Fyn å ena sidan och Själland å andra sidan. 1998 ersattes färjetrafiken med Stora Bältbron som har sitt västra landfäste på Østerø. 